# Pseł
Pseł (ukr. Псел Pseł, ros. Псёл Psioł) – rzeka w Rosji (obwody kurski i biełgorodzki) i na Ukrainie (obwody sumski i połtawski), lewy dopływ Dniepru. Długość – 717 km, powierzchnia zlewni – 22,8 tys. km². 
Przepływa przez Wyżynę Środkoworosyjską i Nizinę Naddnieprzańską, wpływa do Dniepru w okolicach miasta Krzemieńczuk.
Główne dopływy to:
- prawe
  - Sudża
  - Hruń
  - Choroł
- lewe
  - Syrowatka
  - Hruń-Taszań
  - Howtwa

Ważniejsze miejscowości nad Psełem: Obojań, Sumy, Nyzy, Hadziacz, Szyszaky, Wełyka Bahaczka.

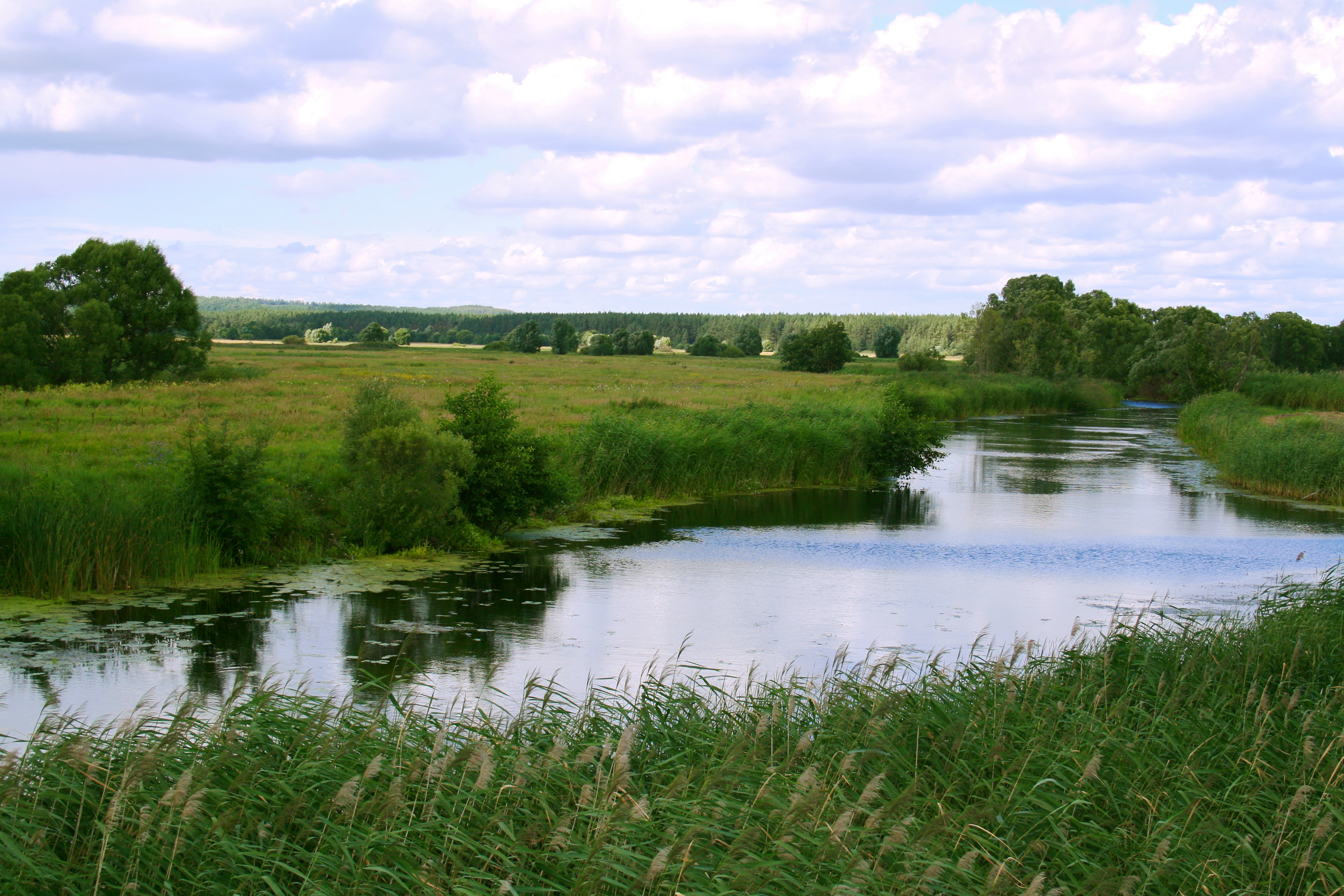
Pseł